# A Imperatriz Vermelha
A Imperatriz Vermelha (em inglês:  The Scarlet Empress) é um filme estadunidense de 1934 dirigido por Josef von Sternberg sobre a vida de Catarina, a Grande, e estrelado por Marlene Dietrich. 
Este foi a 6ª das 7 parcerias entre Dietrich e o diretor von Sternberg, e o clima de tragédia com ironia como manifestação do expressionismo e surrealismo não encontrou uma resposta favorável do público, o que redundou em fracasso de bilheteria: a obra era extremamente "modernista", muito além dos padrões de Hollywood.

## Sinopse
O filme começa com Sofia ainda menina, ouvindo de um serviçal as histórias de horror e torturas perpetradas pelo imperador Pedro o Grande, convidando-a para um futuro glorioso.
Sentindo-se impotente por haver se casado com um louco que a odeia, Catarina transforma a sexualidade numa arma política e trata de seduzir (literalmente) primeiro os militares, especialmente na pessoa do Tenente Dimitri a quem recompensa publicamente com uma condecoração por bravura.

## Elenco
- Marlene Dietrich como princesa Sofia, futura imperatriz Catarina 2.ª
- John Davis Lodge como conde Alexey Razumovsky
- Sam Jaffe como grão-duque Pedro, futuro imperador Pedro 3.º
- Louise Dresser como imperatriz Elisabete Petrovna
- C. Aubrey Smith como Cristiano Augusto de Anhalt-Zerbst (pai de Catarina)
- Gavin Gordon como capitão Gregório Orlov
- Olive Tell como Joanna Elisabete de Holstein-Gottorp (mãe de Catarina)
- Ruthelma Stevens como Isabel Vorontsova, amante de Pedro 3.º
- Davison Clark como arquimandrita Simeão Todorsky / Arcebispo
- Erville Alderson como chanceler Alexei Bestuzhev-Ryumin
- Philip Sleeman como Jean Armand de Lestocq
- Marie Wells como Marie Tshoglokof
- Hans Heinrich von Twardowski como Ivan Shuvalov
- Gerald Fielding como oficial Dimitri
- Maria Riva como Sofia (criança)

## Crítica
Para Roger Ebert o diretor falou o mínimo desta obra quando afirmou que era "uma excursão implacável no estilo", pois o filme é todo ele mergulhado em "estilo" ao contar a história de Catarina a Grande com uma extravagância visual bizarra, onde combina uma sexualidade pouco natural com humor negro picante, como se o enredo tivesse sido produto de uma colaboração entre Mel Brooks com o Marquês de Sade.
A atmosfera segue um tom sombrio, hiper-realista, e a cena do casamento de Catarina com o imperador chega a ser sufocante, claustrofóbica.